# Mozia-Birgi vasútállomás
Mozia-Birgi vasútállomás egy vasútállomás Olaszországban, Szicília régióban, Trapani megyében, Mozia településen. Forgalma alapján az olasz vasútállomás-kategóriák közül a bronz kategóriába tartozik.

## Vasútvonalak
Az állomást az alábbi vasútvonalak érintik:
- Alcamo Diramazione–Castelvetrano–Trapani railway